# Jeremy Bamber

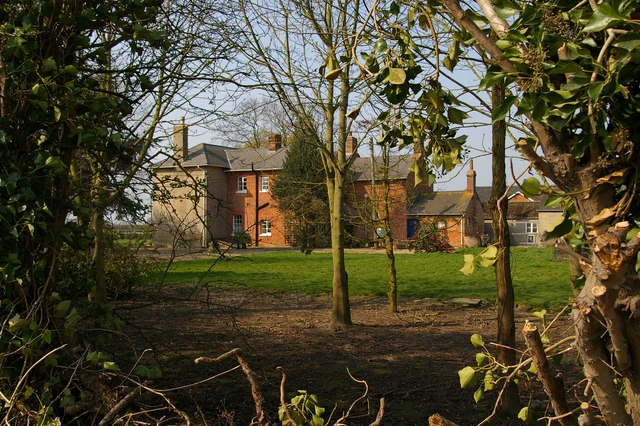
White House Farm, 2007.

Jeremy Nevill Bamber, född Jeremy Paul Marsham den 13 januari 1961 i London, är en engelsk massmördare som dömdes för morden vid White House Farm 1985 i Tolleshunt D'Arcy, Essex. Bland Barbers offer ingick hans föräldrar, Nevill och June Bamber; hans syster, Sheila Caffell; och hans systers sex år gamla tvillingsöner Daniel och Nicholas Caffell. Bamber fick en majoritetsdom av juryn, som ansåg att han  begått morden för att säkra ett stort arv. Bamber placerade ett gevär i händerna på sin 28-åriga syster, som hade diagnostiserats med schizofreni, för att likna mordet vid självmord.
Bamber avtjänar livstids fängelse, och har hela tiden hävdat sin oskuld. Han har upprepade gånger, utan framgång, ansökt om att upphäva sitt fängelsestraff.